# Epika
Epika (pripovedništvo ali proza) je velika skupina besedil, katerih avtorji so pripovedniki oz. epiki.
Beseda epika izvira iz grške besede επος epos, kar pomeni »beseda« ali »pripoved«. Epiki lahko pripovedujejo o osebnih doživetjih, o tujih resničnih dogodkih ali o izmišljenih zgodbah. V vsakem primeru pa gre za dogodke iz zunanjega sveta, čeprav so osebni, jih avtor posploši ali objektivira.
Epika je ena izmed literarnih vrst, ki temelji na pripovedovanju dogodkov, opisovanju oseb, krajev in časa. Epsko besedilo govori pripovedovalec, ki se izraža v tretji osebi, v moderni literaturi v prvi osebi, skoraj nikoli pa v drugi oseb. Opisuje v pretekliku.
Slog, v katerem epik pripoveduje, je epski slog. Ta ima velike možnosti (epska širina). Epika ne ovira niti različnosti kraja in časa, dogajanje kaže v razvoju, popisuje okolje, kjer se dejanje odigrava, posega v globino človekove duše in tolmači duševno življenje svojih junakov. Lahko pa pove tudi lastno sodbo o osebah in dogodkih in sme celo spreminjati zgodovinska dejstva.

## Epske oblike

### Kratke pripovedne oblike
- Anekdota
- Bajka ali mit
- Balada
- Basen ali fabula
- Črtica
- Humoreska
- Kratka pripoved
- Kratka zgodba
- Legenda
- Pravljica
- Prilika ali parabola
- Pripovedka
- Pripovedna pesem
- Romanca
- Roman
- Slika
- Vinjeta

### Dolge pripovedne oblike
- Ep
- Novela
- Povest v verzih
- Povest
- Roman